# La Cogulla (Conesa)
La Cogulla és una muntanya de 886 metres que es troba al municipi de Conesa, a la comarca catalana de la Conca de Barberà.